# Costantino I de Lacon-Serra
Costantino I de Lacon-Serra (... – 1131) fu giudice del Regno di Arborea.

## Biografia
La durata del suo regno è incerta, ma fu probabilmente in carica all’inizio del XII secolo. Il suo regno fu dominato dalla guerra fra Genova e Pisa che durò dal 1119 al 1133.
Costantino strinse un'alleanza fra Arborea e la Repubblica di Pisa. Il suo regno seguì la riforma gregoriana della Chiesa cattolica e i suoi maggiori effetti in Sardegna. Come i suoi predecessori, Costantino probabilmente pagava un tributo annuale al Papa di 1100 bisanti. Accettò quindi la protezione del Papa e di Pisa favorendo l'espansione del monachesimo sull'Isola. Questo apportò miglioramenti economici e tecnologici, come ad esempio i monaci che immigrando sull'Isola per divulgare i dettami della nuova riforma gregoriana, portarono anche libri e nuove conoscenze sulle tecniche di costruzione e sull'agricoltura.
Esiste qualche divergenza sulla fondazione di Santa Maria di Bonarcado, ma pare che Costantino ne dispose la costruzione attorno all'anno 1100. La mise sotto l'autorità dell'abbazia camaldolese di San Zenone a Pisa anziché del monastero di San Vittore di Marsiglia, che era la grande potenza monastica del rivale Giudicato di Cagliari. Secondo una carta di suo nipote Barisone II nel 1182, fondò un monastero, San Nicolò di Urgen.
Secondo il Condaghe di Santa Maria di Bonarcado, la moglie di Costantino fu Anna de Zori, della potente dinastia dei Lacon-Zori (De Thori)  che gli diede due figli: Comita II, che gli succedette nel 1131, e Orzocco.